# Eleição presidencial da Colômbia em 2010
As eleições presidenciais da Colômbia de 2010 foram realizadas em 30 de maio (primeira volta) e 20 de junho de 2010 (segunda volta). A proposta de referendo que teria permitido ao atual presidente Álvaro Uribe a oportunidade de concorrer a um terceiro mandato foi rejeitada pelo Tribunal Constitucional da Colômbia, em uma decisão de sete votos a dois, em 26 de fevereiro de 2010. Como nenhum candidato recebeu pelo menos metade dos votos mais um no primeiro turno, uma segunda volta aconteceu em 20 de junho com os dois candidatos mais votados: Antanas Mockus e Juan Manuel Santos.

## Resultados

### Primeira volta
Nenhum candidato recebeu a maioria absoluta na votação realizada em 30 de maio. Santos e Mockus, assim, se enfrentaram em um segundo turno em 20 de junho.

### Segunda volta
O segundo turno aconteceu no dia 20 de junho de 2010, sendo o vencedor Juan Manuel Santos.

## Pesquisas
| Data                               | Instituto                                                                    | Candidato    | Candidato     | Candidato            | Candidato      | Candidato          | Candidato      | Candidato   | Candidato      | Candidato    | Candidato      | Indecisos |
| Data                               | Instituto                                                                    | Rafael Pardo | Gustavo Petro | Germán Vargas Lleras | Sergio Fajardo | Juan Manuel Santos | Antanas Mockus | Noemí Sanín | Róbinson Devia | Jaime Araújo | Jairo Calderón | Indecisos |
| ---------------------------------- | ---------------------------------------------------------------------------- | ------------ | ------------- | -------------------- | -------------- | ------------------ | -------------- | ----------- | -------------- | ------------ | -------------- | --------- |
| 24 de março até 22 de maio de 2010 | Invamer Gallup,Datexco,Ipsos Napoleón Franco,Centro Nacional de Consultoría, | 3.73%        | 5.06%         | 4.13%                | 4.77%          | 33.22%             | 29.04%         | 10.83%      | 0.14%          | 0.36%        | 0.22%          | 10.14%    |

| 51,53% | 48,47% |